# Giovanni Antonio Cassitto
 (novembre 2023).
Giovanni Antonio Cassitto est un philosophe et jurisconsulte italien, connu surtout par la publication des nouvelles fables attribuées à Phèdre.

## Biographie
Né le 18 avril 1763, à Bonito, dans la principauté ultérieure, il entra, vers 1771, au séminaire, où il acheva ses études avec une rare distinction. Son talent pour la poésie l’ayant fait promptement connaître, il fut admis, en 1779, à l’Académie d'Arcadie sous le nom pastoral de Cromo Saturniale. Il suivait alors à Naples les cours de la faculté de droit. En 1781, il publia une traduction italienne du Manuel d'Épictète, suivie d’un abrégé de la morale de Confucius, in-8°. La culture des lettres ne l’empêchait pas de faire de rapides progrès dans l’étude de la jurisprudence ; et dès 1785 il donna des preuves de sa capacité dans les notes dont il accompagna le traité de Fr.-Jos. de Angelis : de Delictis et Pœnis, in-4°. Dans les années suivantes, il enrichit le Giornale enciclopedico napolitano de curieuses dissertations sur divers objets d’antiquité. Celle où il explique une inscription découverte à Baja, et mentionnant un prêtre de Cybèle, fut réimprimée séparément in-18°. La notice que Giustiani lui a consacrée dans les Scrittori legali, 1. 1, p. 227, prouve qu’en 1787 Cassitto était déjà compté parmi les plus habiles avocat (métier)s de Naples. Il n’avait alors que 24 ans ; et cependant, outre ses ouvrages imprimés, il en avait composé sept autres tant sur des matières de jurisprudence que sur des questions de philosophie. On peut toutefois présumer que sa réputation ne se serait jamais étendue au-delà des Alpes, s’il n’eût attaché son nom à la publication des fables tirées d’un manuscrit du célèbre Niccolò Perotti, appartenant à la bibliothèque royale de Naples. Cette découverte de trente-deux fables, où l’on croyait retrouver le style et les manières de Phèdre, fit une sensation prodigieuse dans le monde savant. Cassitto en donna successivement trois éditions, Naples, 1808, 1809 et 1811, in-8°. Les deux premières sont très-rares, n’ayant été tirées l’une qu’à cinquante et l’autre cent exemplaires. La troisième est accompagnée d’une version italienne et de notes philologiques. L’honneur de cette découverte fut contesté à Cassitto par Janelli, l’un des préfets de la bibliothèque royale de Naples ; et dans son édition du Codex Perottinus (Naples, 1809, in-8°), il assura que Cassitto n’avait pas même vu le manuscrit dont il prétendait avoir tiré les nouvelles fables. Cassitto mourut à Naples, en 1822, la même année que son frère dont l’article suit. Outre quelques notes sur le code civil, il a laissé manuscrites des traductions en vers italiens de Catulle, de Tibulle, de Properce et d’Horace ; des notes sur Pétrone, et des explications de différents passages. de Tacite, Pline, Cicéron, Salluste, Tite-Live et Suétone.